# Espurgaña
Espurgaña es un lugar del municipio español de Ezcaray, perteneciente a la comunidad autónoma de La Rioja.

## Historia
Hacia mediados del siglo XIX, el lugar, una aldea ya por entonces perteneciente a Ezcaray, tenía contabilizada una población de veintidós habitantes. Aparece descrito en el séptimo volumen del Diccionario geográfico-estadístico-histórico de España y sus posesiones de Ultramar de Pascual Madoz con las siguientes palabras:

ESPURGAÑA: ald. dependiente de Ezcaray en la prov. de Logroño, part. jud. de Santo Domingo de la Calzada. pobl.: 5 vec., 22 alm. riqueza y contr. con el ayunt.
(Madoz, 1847, p. 584)